# فتسشتاين
جان غدفريد وتسشتين (بالألمانية: Johann Gottfried Wetzstein)‏ ( 1230 - 1322 هـ / 1815 - 1905 م ) هو دبلوماسي ومستشرق ألماني.
أقام مدة في دمشق بصفته قنصل دولته (من سنة 1848 إلى 1862 م) و جمع حينها مخطوطات نفسية عاد بها إلى برلين. كما رحل إلى حوران وبادية الشام. توفي في برلين.

## آثاره
- «قاموس عربي ـ فارسي» Arabisch – Persisches Lexicon (برلين 1844 ـ 1850).
- «تقرير عن رحلة في حوران» Reisebericht über Hauran und die Trachoen (برلين 1860).

## روابط خارجية
- فتسشتاين على موقع الموسوعة البريطانية (الإنجليزية)